# Annelies van der Ploeg
Annelies van der Ploeg is een Nederlands langebaanschaatsster.
Tussen 2003 en 2007 nam Van der Ploeg meerdere malen deel aan het NK Sprint, de NK Allround en de NK Afstanden.

## Records
| Afstand      | Tijd     | Datum         | Baan       |
| ------------ | -------- | ------------- | ---------- |
| 500 meter    | 41,04    | 19 maart 2003 | Calgary    |
| 1000 meter   | 1.20,33  | 22 maart 2003 | Calgary    |
| 1500 meter   | 2.03,19  | 20 maart 2003 | Calgary    |
| 3000 meter   | 4.19,44  | 21 maart 2003 | Calgary    |
| 5000 meter   | 7.32,93  | 16 maart 2003 | Calgary    |
| 10.000 meter | 15.57,91 | 25 maart 2002 | Heerenveen |

## Resultaten
| Jaar | NK Afstanden        | NK Sprint                | NK Allround            | WK Junioren   |
| ---- | ------------------- | ------------------------ | ---------------------- | ------------- |
| 2002 |                     |                          |                        | achtervolging |
| 2003 | 14e 500m            | 14e (15e, 15e, 16e, 13e) |                        |               |
| 2004 | 13e 500m 17e 1000m  |                          | 17e (16e, 19e, 12e, -) |               |
|      |                     |                          |                        |               |
| 2007 | 15e 1000m 19e 1500m | 14e (18e, 16e, 18e, 13e) |                        |               |